# サンヨウブシ
サンヨウブシ（山陽附子、学名：Aconitum sanyoense）は、キンポウゲ科トリカブト属の大型の疑似一年草。
ふつう有毒植物であるトリカブト属トリカブト亜属のなかで、数少ない無毒の種のひとつである。

## 特徴
地下の塊根は径1-4cmになる。茎は太く、斜上して高さは60-200cmになり、上部で湾曲して先端は垂れ、中部ではよく分枝する。根出葉と下部の茎葉は、花時には枯れて存在しない。葉質は膜質から草質、中部の茎葉の葉身は腎円形で、長さ4-21cm、幅8-22cm、ときに径30cm近くになるものもあり、掌状に5-7浅裂から中裂し、裂片は羽状に欠刻するか粗い鋸歯縁になる。欠刻片または鋸歯は卵形から披針形になり、幅5-10mmになる。葉の両面ともに無毛で、まれに裏面の基部に屈毛が生え、裏面の葉脈が隆起する。中部の茎葉の葉柄は長さ3-10cmになり、無毛。
花期は7-10月。花は長さ5-22cmの総状または円錐状の花序に2-15個つくか単生し、下方から順に開花する。花柄は長さ2-8cmで、毛はまったく無く、花柄の小苞は中部付近につき、線形から披針形で長さ3-5mmになる。花は青紫色から赤紫色、ときに黄白色から白色で、長さは3.5-4.5cmになり、鈍い光沢がある。花弁にみえるのは萼片で、上萼片1個、側萼片2個、下萼片2個の5個で構成される。かぶと状になる上萼片は僧帽形になり、長さ20-60mm、幅16-24mmで、外面は無毛、前方の嘴は長くとがる。花弁は上萼片の中にかくれて見えないが、柄、舷部、蜜を分泌する距、唇部で構成される。1対あり、無毛で、柄は長さ12-17mm、舷部は長さ12-19ｍmあって距に向かってしだいに細くなり、距は太くて長く、180度以上内曲し、唇部は長さ2-6mmになり、先端は浅く2裂し、反り返る。雄蕊は多数あり、ふつう無毛であるが、ときに開出毛が生え、雌蕊は3個あり、無毛または斜上する直毛が生える。果実は長さ15-22mmの袋果になり、斜開する。種子は長さ4mmになる。染色体数2n=16の2倍体種である。
雄蕊や雌蕊の毛の有無、雄蕊の歯牙の有無で細分されたことがあったが、それらは個体変異であると整理された。

## 分布と生育環境
日本固有種。本州の関東地方の群馬県から中国地方の島根県、広島県までと、四国の高知県に分布し、山地帯の林縁や林内に生育する。沢沿いなど水が流れる場所に生えることが多い。

## 名前の由来
和名サンヨウブシは、「山陽附子」の意で、山陽地方に多いことから名付けられたが、実際には山陰地方に多い。
種小名（種形容語）sanyoense も山陽地方から。中井猛之進 (1935) による命名記載。

## 種の保全状況評価
国（環境省）のレッドデータブック、レッドリストでの選定はない。

都道府県のレッドデータ、レッドリストの選定状況は次の通り。福島県-絶滅危惧IB類(EN)、埼玉県-絶滅危惧IA類(CR)、奈良県-情報不足種、島根県-絶滅危惧II類(VU)、広島県-準絶滅危惧(NT)、徳島県-準絶滅危惧(NT)、高知県-絶滅危惧IB類(EN)。

## 下位分類
- シロバナサンヨウブシ Aconitum sanyoense Nakai f. leucanthum Nakai (1953)[11] - 白花品種、品種名 leucanthum は、「白い花の」の意味[12]。

## 分類
サンヨウブシは、トリカブト属のうち、トリカブト亜属 Subgenus Aconitum、サンヨウブシ節 Section Flagellaria、サンヨウブシ列 Series Latifolia に分類される。サンヨウブシ列には、日本産の種としては本種の他、ジョウシュウトリカブト Aconitum tonense、ガッサントリカブト A. gassanenseおよびイイデトリカブト A. iidemotanus が属する。サンヨウブシ列の種は、温帯に分布し、葉身は膜質から草質で、腎円形となり5-7中裂から浅裂、ときに五角形となり3深裂する共通点をもつ。本種とジョウシュウトリカブトは、花柄と上萼片は無毛となり、ジョウシュウトリカブトは、葉腋にむかごをつける。ガッサントリカブトの花柄と上萼片には短い屈毛が生え、イイデトリカブトの花柄と上萼片には開出毛と腺毛が生える。

## ギャラリー

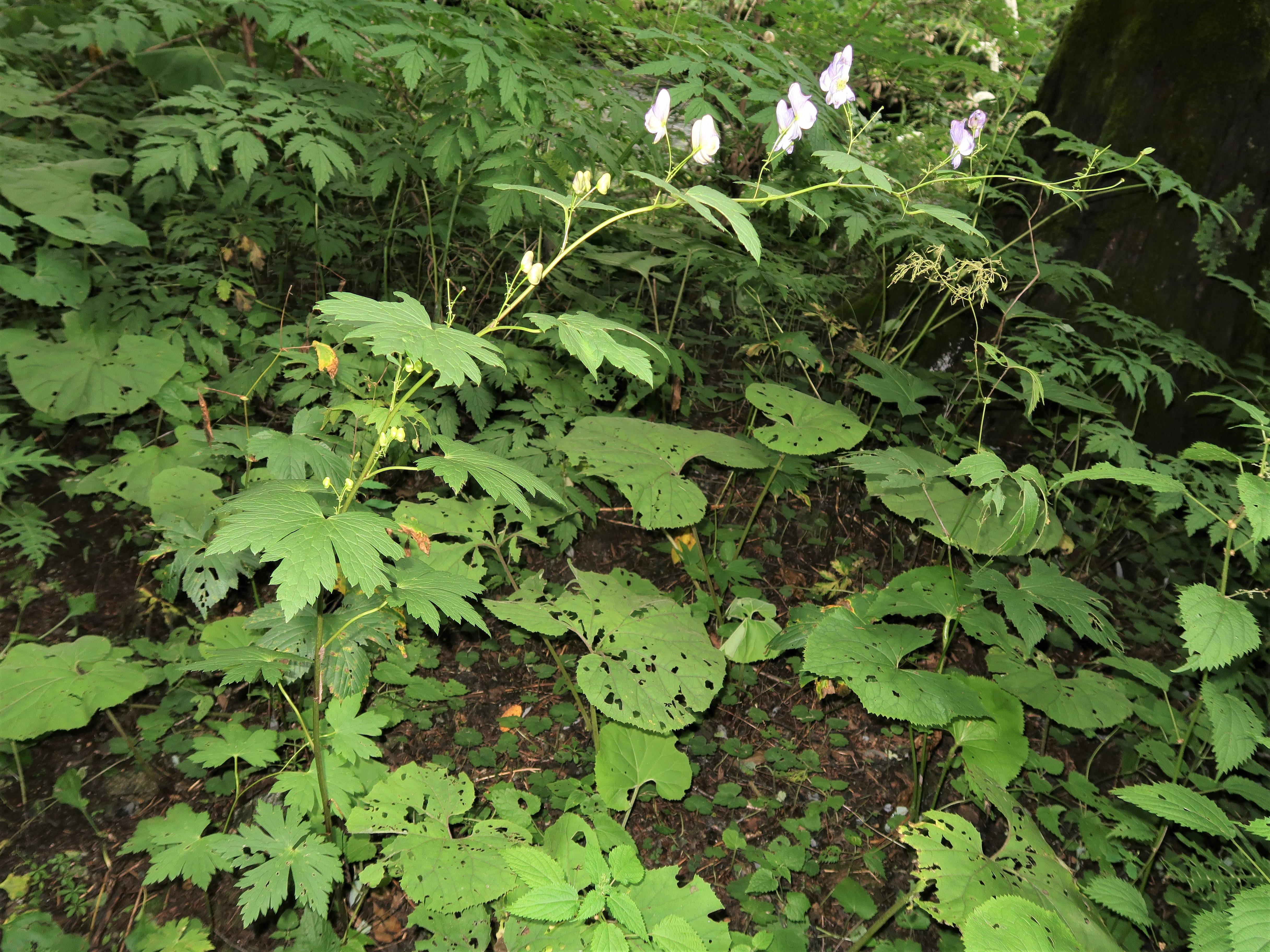
ふつう、茎は斜上して、上部で湾曲して先端は垂れ、中部ではよく分枝する。
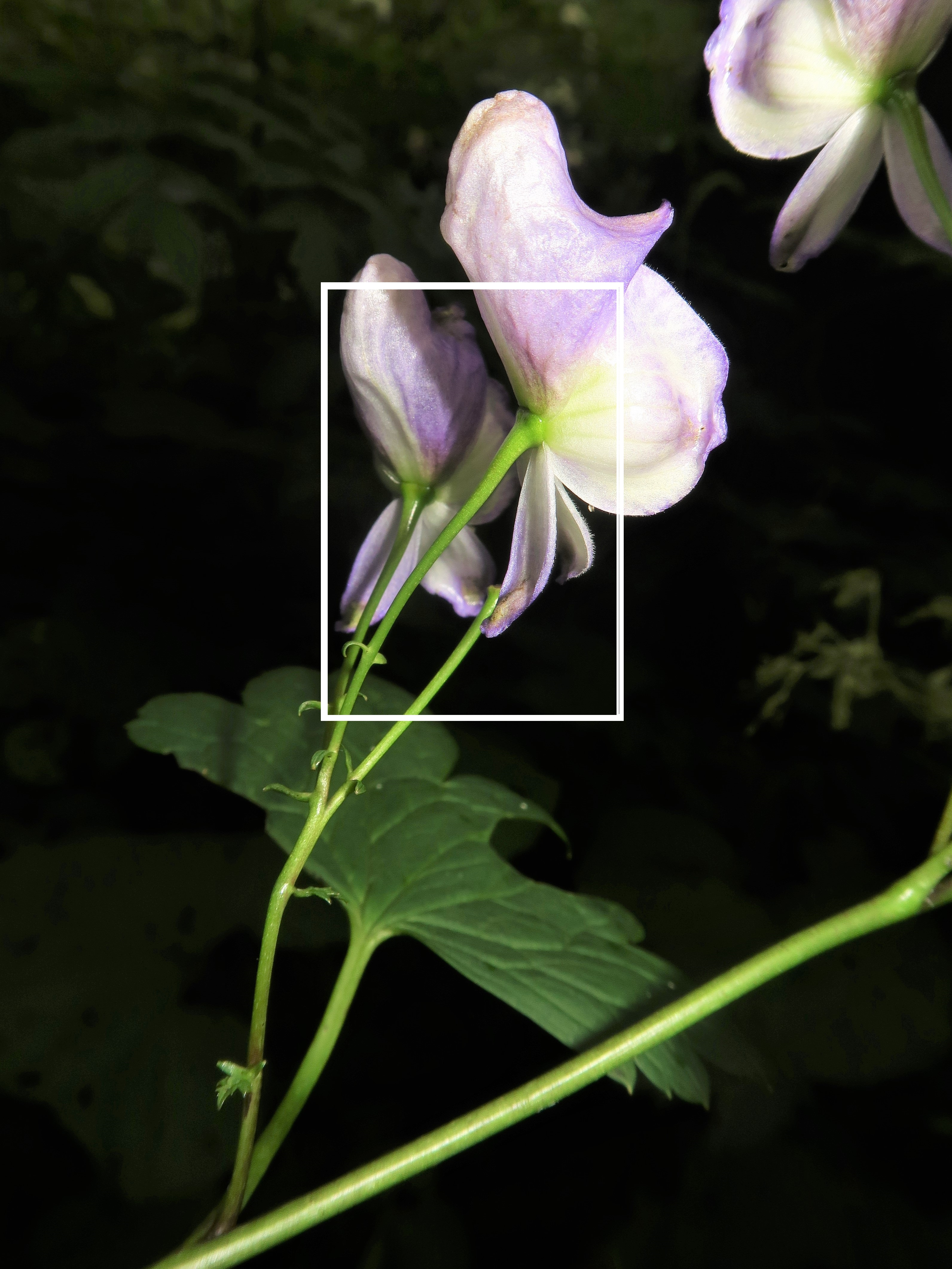
花弁にみえるのは萼片で、上萼片1個、側萼片2個、下萼片2個の5個で構成される。上萼片の前方の嘴は長くとがる。白色の四角形を右写真に拡大。
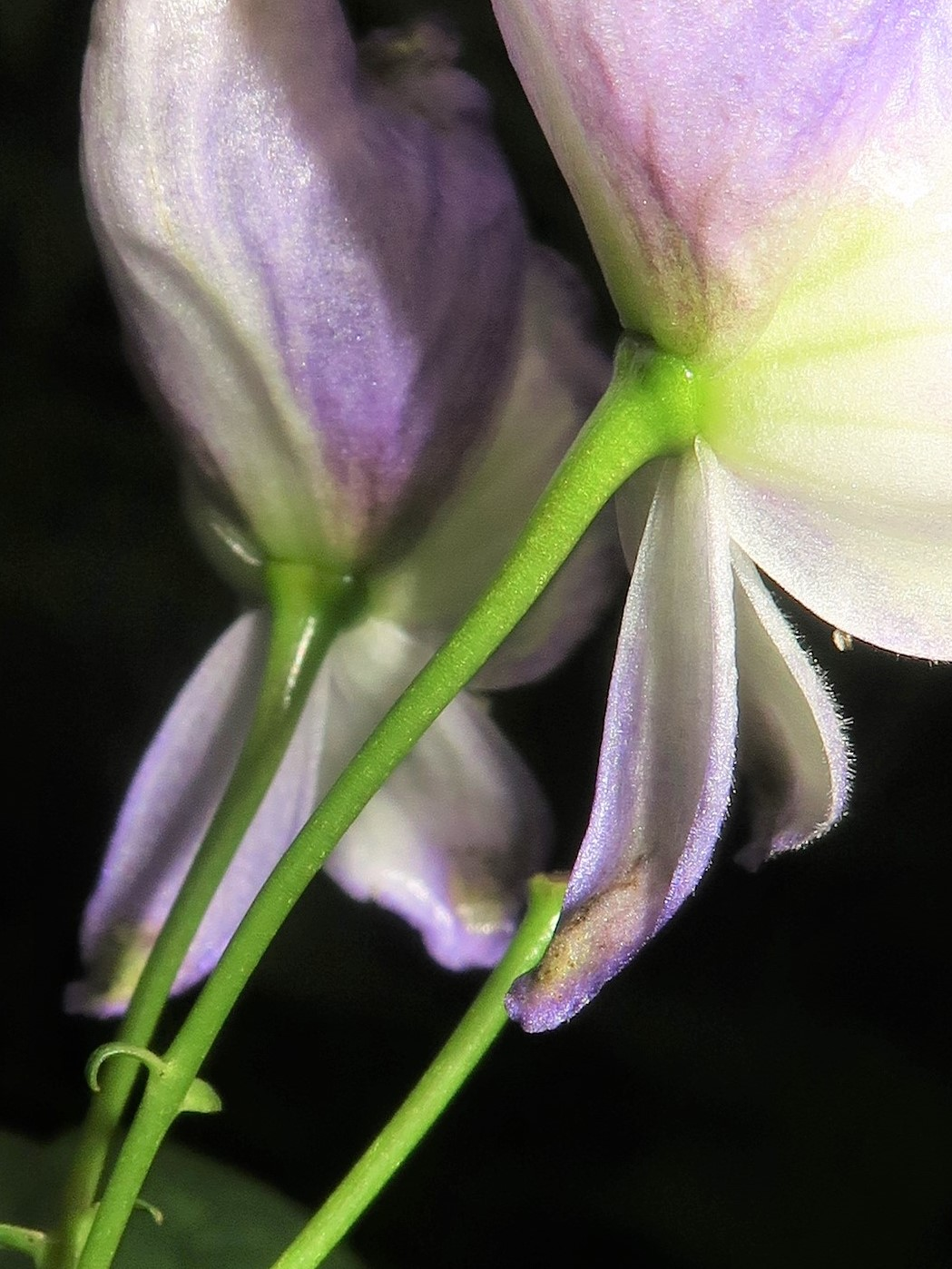
左の白色の四角形部分の拡大。花柄に毛はまったく無く、花柄の中部付近に苞がつく。萼片の外面は無毛。
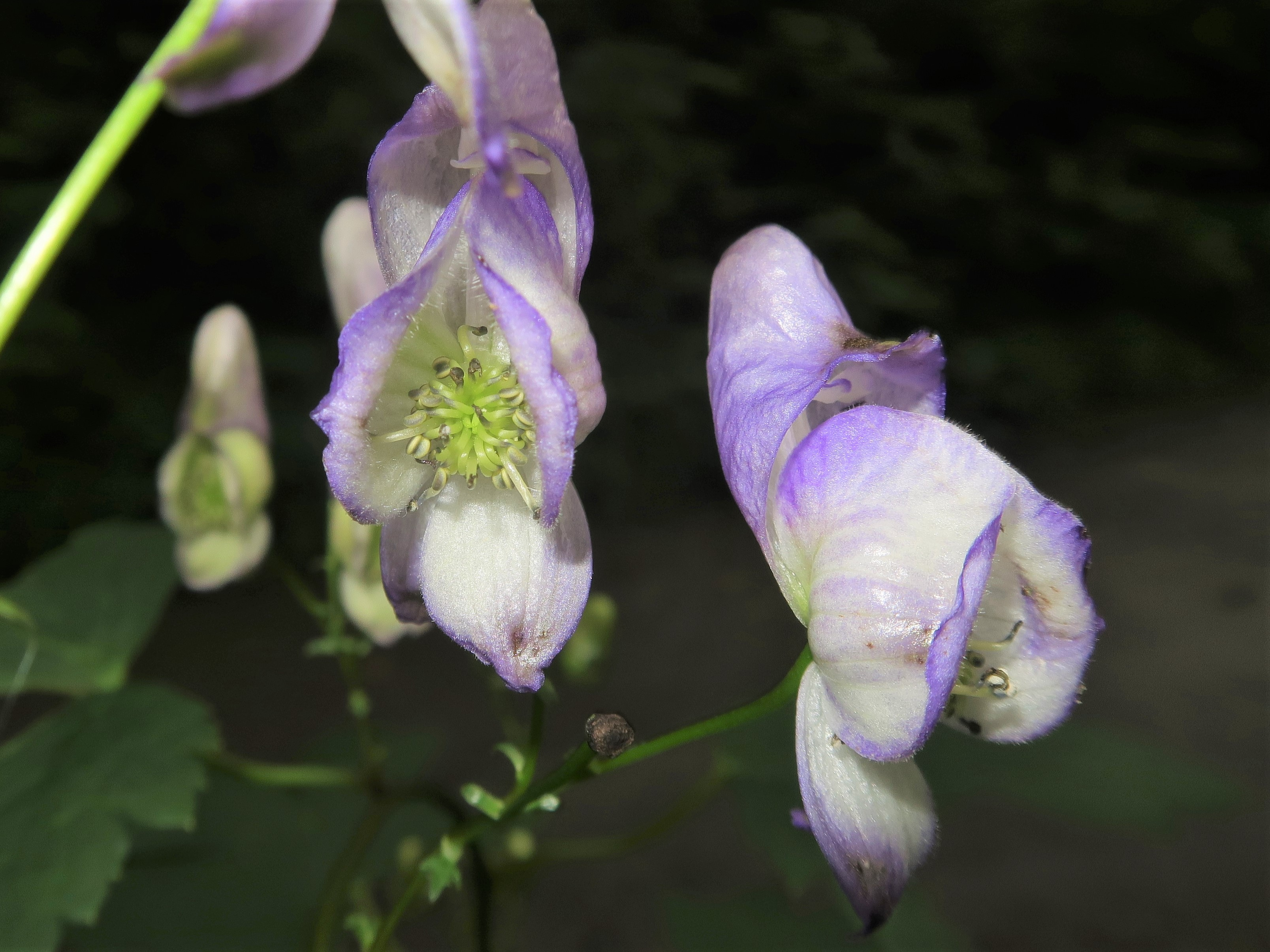
雄蕊および雌蕊は無毛。
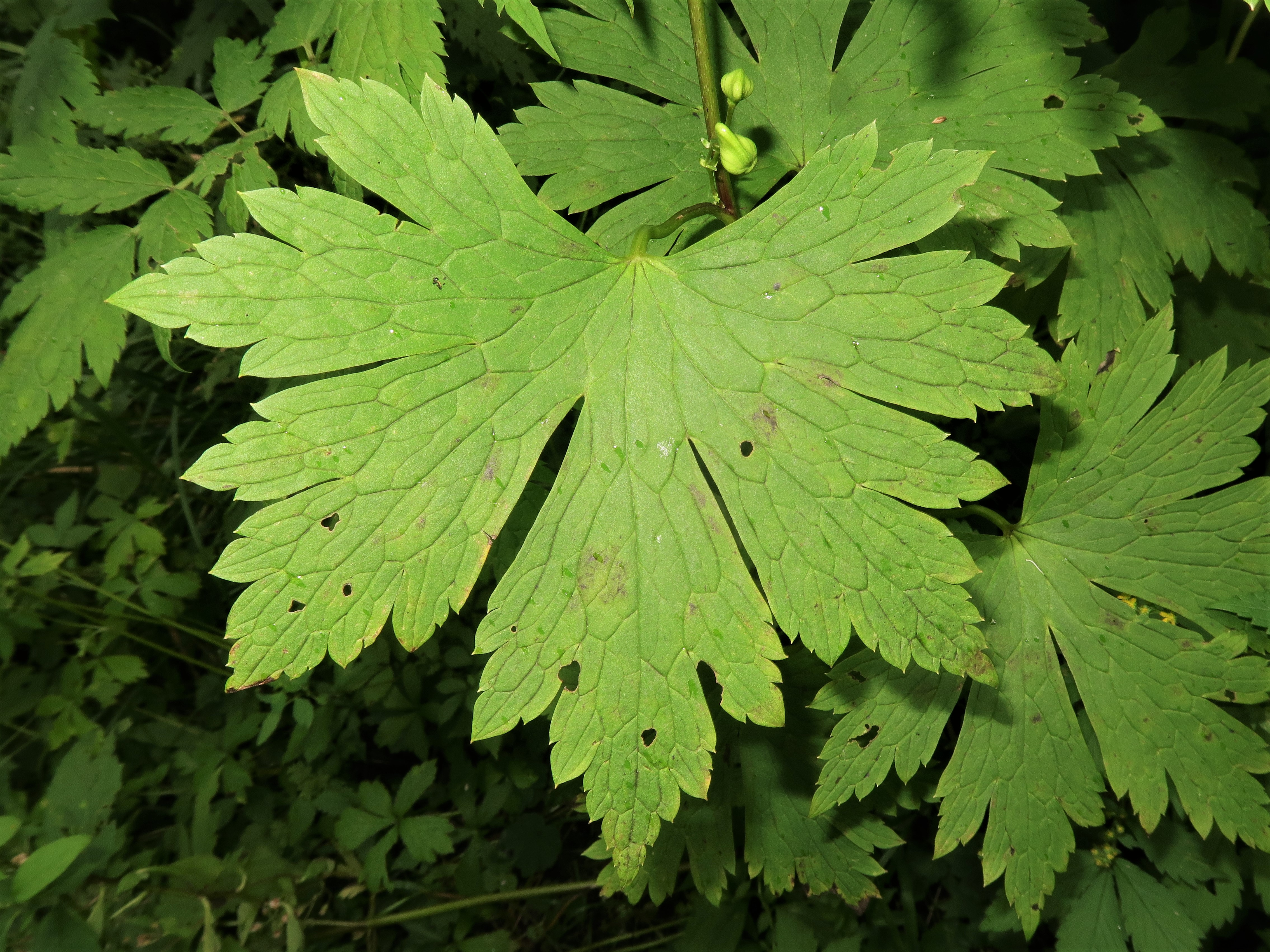
葉は掌状に5-7浅裂から中裂し、裂片は羽状に欠刻する。葉柄は無毛。